# Division II i ishockey 1956/1957
Division II i ishockey 1956/1957 var näst högsta divisionen i svensk ishockey under säsongen och spelades med 51 lag i åtta grupper vilket var en minskning med tre lag och en grupp. Sedan förra säsongen hade den norra delen av serien organiserats om. Norra och Södra Norrländskan hade blivit Division II Norra A respektive B. Den tidigare norra serien hade blivit Östra A vars lag hade delats upp på övriga serier.

## Nya lag
- Division II Norra A: Lag 1–4 från Norra Norrländskan samt Bodens BK och Luleå SK från Division III.
- Division II Norra B: Lag 2–5 från Södra Norrländskan samt IFK Umeå och IF Älgarna från Division III.
- Division II Östra A: Lag 2–5 från Division II Norra samt Avesta BK och Hofors IK från Division III.
- Division II Östra B: Almtuna IS och IF Vesta från Östra A samt Spånga IS, Älvsjö AIK och Norrtälje BK från Division III.
- Division II Västra A: Surahammars IF från Division I Norra, AIK från Östra A, IFK Stockholm från Östra B samt BK Forward från Division III.
- Division II Västra B: Gais, Kils AIK och Mariestads CK från Division III.
- Division II Södra A: IFK Norrköping från Division I Södra, Åkers IF från Östra B samt Nyköpings SK och IK Sleipner från Division III.
- Division II Södra B: Vättersnäs IF och Norrahammars GoIS från Södra A samt Husqvarna IF från Division III.[1][2]

## Division II Norra
Grupp A
Boden och Rönnskär (från Skellefteå) var obesegrade när de i januari möttes i den första seriefinalen som Rönnskär vann med 3–4. I returen kunde Rönnskär vinna med hela 13–3. Rönnskärs enda förlust kom mot lokalkonkurrenten Clemensnäs i sista omgången då seriesegern redan var klar. I botten placerade sig IFK Kiruna och Luleå SK som båda flyttades ner till division III nästa säsong.
| Nr | Lag           | S  | V | O | F  | GM | IM | MS  | P  |
| -- | ------------- | -- | - | - | -- | -- | -- | --- | -- |
| 1  | Rönnskärs IF  | 10 | 9 | 0 | 1  | 79 | 36 | +43 | 18 |
| 2  | Clemensnäs IF | 10 | 7 | 0 | 3  | 47 | 27 | +20 | 14 |
| 3  | Bodens BK     | 10 | 7 | 0 | 3  | 57 | 42 | +15 | 14 |
| 4  | IFK Luleå     | 10 | 5 | 0 | 5  | 46 | 53 | −7  | 10 |
| 5  | IFK Kiruna    | 10 | 2 | 0 | 8  | 40 | 67 | −27 | 4  |
| 6  | Luleå SK      | 10 | 0 | 0 | 10 | 38 | 82 | −44 | 0  |

Grupp B
Favoriterna Nyland (Kramfors kommun) och Teg (Umeå) kunde inte hålla ifrån för Alfredshem (Örnsköldsvik) som vann serien på samma poäng som tvåan Nyland. Vaplan (Krokoms kommun) och Älgarna (Härnösand) placerade sig sist och flyttades ner till Division III.
| Nr | Lag                | S  | V | O | F | GM | IM | MS  | P  |
| -- | ------------------ | -- | - | - | - | -- | -- | --- | -- |
| 1  | Alfredshems IK     | 10 | 6 | 2 | 2 | 63 | 31 | +32 | 14 |
| 2  | IFK Nyland         | 10 | 6 | 2 | 2 | 75 | 48 | +27 | 14 |
| 3  | Tegs SK            | 10 | 6 | 1 | 3 | 52 | 39 | +13 | 13 |
| 4  | IFK Umeå           | 10 | 5 | 3 | 2 | 47 | 34 | +13 | 13 |
| 5  | Ytterån/Waplans SK | 10 | 1 | 3 | 6 | 36 | 57 | −21 | 5  |
| 6  | IF Älgarna         | 10 | 0 | 1 | 9 | 22 | 86 | −64 | 1  |

## Division II Östra
Grupp A
Gruppen vanns överraskande av det unga Gävlelaget Strömsbro som förra säsongen hamnat på nedflyttningsplats men räddats kvar av serieomläggningen. Redan i seriepremiären dagen före julafton ställde man till stor sensation genom att besegra favoriten Morgårdshammar (från Smedjebackens kommun) med 6–1. Starkt bidragande till framgångarna var den 18-årige Bertil "Masen" Karlsson som slog igenom denna säsong. Avesta och Hofors placerade på nerflyttningsplats till Division III.
| Nr | Lag                | S  | V | O | F | GM | IM | MS  | P  |
| -- | ------------------ | -- | - | - | - | -- | -- | --- | -- |
| 1  | Strömsbro IF       | 10 | 8 | 0 | 2 | 47 | 19 | +28 | 16 |
| 2  | Morgårdshammars IF | 10 | 6 | 1 | 3 | 57 | 43 | +14 | 13 |
| 3  | Alfta GoIF         | 10 | 5 | 1 | 4 | 33 | 28 | +5  | 11 |
| 4  | Ljusne AIK         | 10 | 5 | 0 | 5 | 45 | 46 | −1  | 10 |
| 5  | Avesta BK          | 10 | 1 | 3 | 6 | 29 | 39 | −10 | 5  |
| 6  | Hofors IK          | 10 | 2 | 1 | 7 | 28 | 64 | −36 | 5  |

Grupp B
Förhandstipsen talade om Hagalund och Almtuna, men nerflyttningstippade Spånga som visade sig var starkare än dem båda och vann serien två poäng före Hagalund. I botten placerade sig Norrtälje och Vesta (från Uppsala).
| Nr | Lag          | S  | V | O | F  | GM | IM  | MS  | P  |
| -- | ------------ | -- | - | - | -- | -- | --- | --- | -- |
| 1  | Spånga IS    | 10 | 9 | 0 | 1  | 80 | 33  | +47 | 18 |
| 2  | Hagalunds IS | 10 | 8 | 0 | 2  | 79 | 27  | +52 | 16 |
| 3  | Almtuna IS   | 10 | 5 | 0 | 5  | 73 | 53  | +20 | 10 |
| 4  | Älvsjö AIK   | 10 | 5 | 0 | 5  | 52 | 54  | −2  | 10 |
| 5  | Norrtälje BK | 10 | 3 | 0 | 7  | 38 | 68  | −30 | 6  |
| 6  | IF Vesta     | 10 | 0 | 0 | 10 | 26 | 113 | −87 | 0  |

## Division II Västra
Grupp A
Förhandsfavoriter i gruppen var de tidigare allsvenska lagen AIK och Surahammar. Tillsammans med Köpingslaget Westmannia låg de också i toppen serien igenom. I seriens början var det AIK som ledde, men i när serien närmade sig slutet gick både Surahammar och Westmannia om och AIK fick nöja sig med en tredjeplats. Västerås SK lämnade walkover mot AIK redan i starten vilket ledde till att laget diskvalificerades. Tillsammans med jumbon BK Forward (Örebro) flyttades de ner till division III.
| Nr | Lag            | S  | V  | O | F  | GM | IM  | MS   | P  |
| -- | -------------- | -- | -- | - | -- | -- | --- | ---- | -- |
| 1  | Surahammars IF | 12 | 10 | 1 | 1  | 70 | 24  | +46  | 21 |
| 2  | IK Westmannia  | 12 | 10 | 0 | 2  | 69 | 34  | +35  | 20 |
| 3  | AIK            | 12 | 7  | 3 | 2  | 87 | 36  | +51  | 17 |
| 4  | IFK Arboga     | 12 | 4  | 2 | 6  | 77 | 59  | +18  | 10 |
| 5  | IFK Stockholm  | 12 | 3  | 2 | 7  | 45 | 65  | −20  | 8  |
| 6  | IK Sturehov    | 12 | 3  | 1 | 8  | 47 | 51  | −4   | 7  |
| 7  | BK Forward     | 12 | 0  | 1 | 11 | 30 | 156 | −126 | 1  |
| 8  | Västerås SK    | 0  | 0  | 0 | 0  | 0  | 0   | 0    | 0  |

Grupp B
Värmlandslagen Skived från Forshaga och Viking från Hagfors sågs som favoriter innan serien började, men det blev överraskande Gais från Göteborg som vann serien. En mindre sensation då de börjat med ishockey endast två år tidigare.
| Nr | Lag           | S  | V | O | F | GM | IM | MS  | P  |
| -- | ------------- | -- | - | - | - | -- | -- | --- | -- |
| 1  | Gais          | 10 | 8 | 0 | 2 | 75 | 27 | +48 | 16 |
| 2  | IK Viking     | 10 | 7 | 1 | 2 | 47 | 30 | +17 | 15 |
| 3  | Skiveds IF    | 10 | 7 | 1 | 2 | 36 | 23 | +13 | 15 |
| 4  | Kils AIK      | 10 | 4 | 0 | 6 | 37 | 48 | −11 | 8  |
| 5  | IFK Munkfors  | 10 | 2 | 0 | 8 | 22 | 44 | −22 | 4  |
| 6  | Mariestads CK | 10 | 1 | 0 | 9 | 24 | 69 | −45 | 2  |

## Division II Södra
Grupp A
I söder var vintern mild och regning. De enda som kunde träna någorlunda ordentligt var IFK Norrköping som hade många spelare som bodde i Stockholm och därför kunde förlägga några träningar där. Av det skälet sågs de som favoriter denna säsong. Den milda vintern gjorde att serien avslutades i förtid som enkelserie och Tranås stod som segrare utan poängförlust. Det andra Norrköpingslaget, Sleipner, flyttades tillsammans med Derby från Linköping ner till Division III.
| Nr | Lag            | S | V | O | F | GM | IM | MS  | P  |
| -- | -------------- | - | - | - | - | -- | -- | --- | -- |
| 1  | Tranås AIF     | 5 | 5 | 0 | 0 | 22 | 14 | +8  | 10 |
| 2  | IFK Norrköping | 5 | 3 | 1 | 1 | 17 | 15 | +2  | 7  |
| 3  | Åkers IF       | 5 | 2 | 1 | 2 | 24 | 13 | +11 | 5  |
| 4  | Nyköpings SK   | 5 | 1 | 2 | 2 | 24 | 24 | 0   | 4  |
| 5  | IK Sleipner    | 5 | 0 | 2 | 3 | 18 | 22 | −4  | 2  |
| 6  | BK Derby       | 5 | 1 | 0 | 4 | 16 | 33 | −17 | 2  |

Grupp B
Om vintern var dålig i A-gruppen var den ännu sämre för lagen i B-gruppen. Endast ett fåtal matcher kunde genomföras på riktig is. Därför samlades sex lag i Malmö den 15–17 februari för att spela ifatt matcher. Trojas lag hade då inte stått på is på nästan en månad. Trots det spelade man hem serien med god marginal. Precis som i A-gruppen fick det bli en enkelserie (lagen möttes bara en gång) och trots det förblev ändå någon match ospelad. Norrahammar och Husqvarna placerade sig sist och flyttades ner till nästa säsong.
| Nr | Lag               | S | V | O | F | GM | IM | MS  | P  |
| -- | ----------------- | - | - | - | - | -- | -- | --- | -- |
| 1  | IF Troja          | 7 | 7 | 0 | 0 | 56 | 18 | +38 | 14 |
| 2  | Alvesta SK        | 6 | 4 | 0 | 2 | 24 | 11 | +13 | 8  |
| 3  | Växjö IK          | 7 | 4 | 0 | 3 | 44 | 32 | +12 | 8  |
| 4  | Vättersnäs IF     | 7 | 4 | 0 | 3 | 31 | 34 | −3  | 8  |
| 5  | Värnamo GoIK      | 7 | 3 | 0 | 4 | 28 | 41 | −13 | 6  |
| 6  | Diö GoIF          | 7 | 2 | 1 | 4 | 20 | 31 | −11 | 5  |
| 7  | Norrahammars GoIS | 7 | 2 | 1 | 4 | 26 | 41 | −15 | 5  |
| 8  | Husqvarna IF      | 6 | 0 | 0 | 6 | 16 | 37 | −21 | 0  |

## Kval till Division I
Norra gruppen
Rönnskär och Strömsbro tog ganska väntat hem platserna till Division I nästa säsong.
| Nr | Lag            | S | V | O | F | GM | IM | MS  | P  |
| -- | -------------- | - | - | - | - | -- | -- | --- | -- |
| 1  | Rönnskärs IF   | 6 | 5 | 1 | 0 | 39 | 7  | +32 | 11 |
| 2  | Strömsbro IF   | 6 | 3 | 1 | 2 | 29 | 17 | +12 | 7  |
| 3  | Alfredshems IK | 6 | 3 | 0 | 3 | 21 | 35 | −14 | 6  |
| 4  | Spånga IS      | 6 | 0 | 0 | 6 | 12 | 42 | −30 | 0  |

Södra gruppen
Inför kvalserien förväntades Surahammar ganska enkelt vinna en av platserna till Division I. Vem som skulle ta den andra platsen var mer osäkert. Gais gav tidigt besked genom att mycket överraskande besegra Surahammar med 9–2 inför 4 300 åskådare på Ullevi. Spelaren bakom Gais framgångar var i mångt och mycket Kjell Adrian som värvats från Värmland. Surahammar hämtade sig från denna överraskning och vann resterande matcher och serien med Gais strax efter andra plats.
| Nr | Lag            | S | V | O | F | GM | IM | MS  | P  |
| -- | -------------- | - | - | - | - | -- | -- | --- | -- |
| 1  | Surahammars IF | 6 | 5 | 0 | 1 | 41 | 16 | +25 | 10 |
| 2  | Gais           | 6 | 3 | 1 | 2 | 32 | 26 | +6  | 7  |
| 3  | IF Troja       | 5 | 1 | 1 | 3 | 12 | 28 | −16 | 3  |
| 4  | Tranås AIF     | 5 | 1 | 0 | 4 | 15 | 30 | −15 | 2  |